# Напіваріанство
Напіваріанство — це позиція щодо відносин між Богом-Отцем і Сином Божим, прийнята деякими християнами IV століття. Незважаючи на те, що доктрина змінила вчення аріанства, вона все одно відкидала доктрину про те, що Батько, Син і Святий Дух є співвічними і мають ту саму субстанцію, або єдиносутність, і тому вважалася єретичною багатьма сучасними християнами.
Арій вважав, що Батько, Син і Святий Дух є трьома окремими сутностями або субстанціями (оузіями або іпостасями) і що Син і Дух отримали свою божественність від Отця, були створені і нижчі від Божества Батька. Напіваріани стверджували, що Син був «подібної субстанції» (homoiousios), що й Батько, але не «з тієї ж субстанції» (homoousios). Ця доктринальна суперечка точилася навколо двох слів, які на письмі відрізнялися лише однією літерою, але чия різниця у значенні викликала люті змагання.

## Історія
Аріанство було точкою зору Арія та його послідовників, аріан. Вони вважали, що Ісус був підпорядкований Богу-Отцю і був іншим істотою (оузія). Аріани виступали проти думки про те, що три особи Трійці є однією істотою або субстанцією. Аріанство поширилося серед Александрійської церкви та Східного Середземномор’я. Після того, як Перший Нікейський собор засудив аріанство як єресь, багато християн прийняли компромісні погляди, згідно з якими вони залишалися в спілкуванні з аріанами, не приймаючи самого аріанства. Різні формули, такі як гомоусіани і гомії, були запропоновані для компромісу між аріанськими вченнями (heteroousios) та вченням про одну субстанцію (homoousios), що стверджується в Нікейському символі віри.
Після того, як Нікейський собор 325 року анафемував аріанство: більшість східних єпископів, які погодилися на скидання Афанасія Александрійського в Тірі в 335 році і прийняли аріан до причастя в Єрусалимі за їхнє покаяння, не були аріанами. Антіохійський собор посвячення в 341 році висунув символ віри, який був невиключним, якщо не брати до уваги нікейську формулу «єдиної субстанції». Навіть учні Арія, такі як єпископ Георгій Лаодикійський (335-47) і Євстафій Севастійський (бл. 356-80), приєдналися до поміркованої партії, а після смерті Євсевія Нікомедійського лідери придворної фракції Урсакій Сингідунум, Валент Мурсійський та Герміній Сірмійський, не були прив’язані до жодної формули, оскільки сам імператор Констанцій II ненавидів аріанство, хоча він ще більше не любив Афанасія. Коли у 336 році Марцелл Анкірський був скинутий, його наступником став Василь. Сердикським собором Марцелл був відновлений і у 343 році єпископом Юлієм Римським, але Василь був відновлений в 350 році Констанцієм, на якого він отримав значний вплив. Він був керівником собору в Сірміі в 351 році, який відбувся проти Фотина, який був дияконом в Анкірі, і канони цього синоду починаються з засудження аріанства, хоча вони не цілком відповідають нікейським стандартам. Після цього у Василя була суперечка з аномейцем Аетієм.
Після поразки Магненція під Мурсою в 351 році, Валент, єпископ цього міста, став духовним керівником Констанція. У 355 році Валент і Урсацій домоглися вигнання західних сповідників Євсевія, Люцифера з Кальярі, Іларія з Пуатьє і Ліберія. У 357 році вони випустили другий Символ віри Сірмії, або «формулу Хосія», в якому були відсутні як homoousios, так і homoiousios. Євдоксій захопив Антіохійський престол і підтримав Аетія та його учня Євномія.

Вершиною аріанства став Третій Сірмійський собор 357 року. Сьоме аріанське сповідання (Друге Сірмійське сповідання) вважало, що і homoousios (одної субстанції), і homoiousios (подібної субстанції) були небіблійними і що Батько більший за Сина (пізніше це визнання було відоме як богохульство Сірмію).
Але оскільки багатьох людей турбують питання, що стосуються того, що по-латинськи називається substantia, але по-грецьки ousia, тобто, щоб зробити його більш точним, як «сумісне», або те, що називається, «подібне до сутності», не повинно бути жодної згадки про будь-яке з них, ані викладу їх у Церкві, з цієї причини і з цієї причини, що в Божественному Письмі нічого про них не написано, і що вони вище людського знання і вище людського розуміння;
Було також відзначено, що грецький термін «гомоянізм», якому схилявся Афанасій Александрійський, насправді був терміном, який, як повідомлялося, висунув і підтримував також Савеллій, і це був термін, який багато послідовників Афанасія заперечували і були обурювалися ним. Напіваріани також заперечували проти цього терміну. Їхнє заперечення проти терміну «гомоусіанізм» полягало в тому, що він вважався «небіблійним, підозрілим і має савелліанську тенденцію». Це сталося тому, що Савеллій також вважав Батька і Сина «одною субстанцією», що означає, що для Савеллія Батько і Син були «одною істотною Особою», яка взаємодіє з творінням у міру необхідності.

### Василій Анкірський
У Великий піст 358 року Василій разом з багатьма єпископами проводив свято освячення нової церкви, яку він збудував в Анкірі, коли отримав листа від Георгія Лаодикійського, в якому розповідалося, як Євдоксій схвалював Аетія, і просив Македонія з Константинополя, Василія та інших єпископів, що зібралися, щоб постановити вигнати Євдоксія та його послідовників з Антіохії, інакше ця велика кафедра була втрачена. Таким чином, Синод Анкіри опублікував довгу відповідь, адресовану Георгію та іншим єпископам Фінікії, в якій вони читають Антіохійський символ віри (341 р.), додаючи пояснення проти «неподібності» Сина до Батька, якого навчали аріани та Anomoeans, (від anomoios), і показують, що саме ім’я батька означає сина подібної субстанції (homoiousios, або homoios kat ousian). В ній аномеїзм явно засуджується і вчення про «подібність субстанції» вважається насильним. Дев'ятнадцятий із цих канонів забороняє також використання homoousios і tautousios; це може бути запізнілою думкою через приклад Македонія, оскільки Василь, здається, не наполягав на цьому пізніше. На Раду в Сірмій були відправлені легати: Василій, Євстафій Севастійський, подвижник без догматичних принципів, Елевсій Кизицький, послідовник Македонія, і священик Леонтій, один із капеланів імператора. Вони прибули якраз вчасно, бо імператор прислухався до Євдоксіянина, але тепер він обернувся, видавши лист (Созомен, IV, xiv), в якому проголошував Сина «подібним по суті» до Отця та засуджуючи аріан Антіохії.

### Епіфаній Саламінський
У середині IV століття Єпіфаній заявив: «Напіваріани... дотримуються думки про Сина, що Він назавжди був з Отцем... але був народжений без початку і не вчасно... Але все це заперечує, або було сказано, зневажає Святого Духа і не зараховує Його до Божества з Отцем і Сином».
За словами Созомена, у цей момент Папа Ліберій був звільнений із вигнання після підписання трьох формул, об’єднаних Василем. Василь переконав Констанція скликати загальну раду. Для цього була запропонована Анкіра, потім Нікомедія (обидві в Малій Азії), але оскільки останнє місто було зруйновано землетрусом, Василь знову опинився в Сірміі в 359 році, де аріанізатори тим часом відновили свою позицію; з Гермінієм Сірмійським, Георгієм Александрійським, Урсацієм і Валентом і єпископом (пізніше святим) Марком Аретузським він провів конференцію, яка тривала до ночі. 22 травня Маркус склав сповідь віри, висміювану під назвою «датований символ віри» (Гіларі, «Фрагмент. xv»). Аріанство, звичайно, було відхилено, але homoios kata ten ousian не було прийнято, а вираз kata panta homoios, «як у всьому», був замінений. Василь був розчарований і додав до свого підпису пояснення, що слова «у всьому» означають не тільки в волі, а й у існуванні та бутті (kata ten hyparxin kai kata to einai). Не задовольняючись цим, Василь, Георгій Лаодикійський та інші опублікували спільне пояснення (Епіф., lxxiii, 12–22), що «у всьому» має бути «субстанція».

### У Селевкії, 359
Судова сторона домовилася про проведення двох соборів, одну в Ріміні (Італія), а іншу в Селевкії. У Селевкії в 359 році напіваріани становили більшість, їх підтримували святий Кирило Єрусалимський, його друг Сильван Тарсський і навіть Іларі Піктавійський, але вони не змогли досягти своїх цілей. Тому Василій, Сильван і Елевсій вирушили як посланці до Константинополя, де в 360 році відбувся собор, який за Ріміні засудив homoiousios разом з homoousios і дозволив homoios окремо, без додавання. Ця нова фраза була винаходом Акація Кесарійського, який тепер покинув більш екстремальних аріан і став лідером нової «гомеянської» партії. Він забезпечив вигнання Македонія, Елевсія, Василя, Євстафія, Сільвана, Кирила та інших.
У 361 році помер Констанцій II. При Юліані повернулися вигнанці. Василь, мабуть, помер. Македоній організував вечірку, яка визнала Сина kata panta homoios, а Святого Духа проголосила служителем і слугою Отця і створінням. До нього приєднався Елевсій, деякий час також Євстафій. Цей залишок напіваріанської партії проводив синоди в Зеле та інших місцях. Приєднання Ювіана, який був ортодоксальним, спонукало різнобічного Акакія з Мелетієм Антіохійським і двадцятьма п’ятьма єпископами прийняти нікейську формулу, додавши пояснення, що нікейські отці мали на увазі під homoousios просто homoios kat ousian – таким чином Акакій взяв початкову формулу напіваріан. У 365 р. македоніани зібралися в Лампсаку під президентством Елевсія і засудили Арімінський і Антіохійський собори (360 р.), знову стверджуючи схожість за змістом. Але погрози аріанського імператора Валента змусили в 366 році Елевсія підписати аріанську віру в Нікомедія. Він повернувся до своєї єпархії, повний докорів сумління, і благав обрання іншого єпископа, але його єпархії відмовили йому у відставку.
Захід був у мирі за Валентиніана I, тому напіваріани відправили послів до цього імператора та до папи, щоб отримати допомогу. Папа Ліберій відмовився бачитися з ними, поки вони не представили йому визнання віри, яке включало нікейську формулу. Здається, він не знав, що партія тепер відкинула божественність Святого Духа; але це, мабуть, не стосувалося посланців Євстафія та Сільвана. Після повернення легатів принесені ними документи були з великою радістю прийняті синодом у Тиані, який прийняв нікейську віру. Але інший синод у Карії все одно відмовився від гомоусіонізму.

### Константинопольський собор і після
У 381 році був також скликаний Перший Константинопольський собор, щоб спробувати розправитися з бінітаріями, які тоді були переважно напіваріанами. Однак, оскільки Трійця була офіційно завершена в цей час, ображені бінітарії пішли.
Про решту історії напіваріан (їх також називали македонцями ) див. Македонізм.
Крім того, в більш сучасні часи, кажуть, що напіваріанські групи включають групи нетринітарії, такі як Свідки Єгови та Адвентисти сьомого дня Творіння.